# آیرونکلاد ویتوریا
آیرونکلاد ویتوریا (به انگلیسی: Spanish ironclad Vitoria) یک کشتی بود که طول آن ۹۶٫۸ متر (۳۱۷ فوت ۷ اینچ) بود. این کشتی در سال ۱۸۶۵ ساخته شد.